# 天主教別洛瓦爾-克里熱夫齊教區
天主教別洛瓦爾-克里熱夫齊教區（拉丁語：Dioecesis Bellovariensis-Crisiensis）是羅馬天主教以克羅地亞北部別洛瓦爾為中心的一個教區，屬薩格勒布總教區。成立於2009年12月5日。
2010年有教友185,000人，佔轄區總人口94.9%。教區下轄五十七個堂區，有五十六名司鐸。現任教區主教為維科斯拉夫·胡茲亞克。